# Hamidou Diallo
Hamidou Diallo (ur. 31 lipca 1998 w Nowym Jorku) – amerykański koszykarz, występujący na pozycji rzucającego obrońcy, od 2023 zawodnik Capital City Go-Go.
W 2015 zdobył brązowy medal podczas turnieju Adidas Nations, natomiast rok później złoty.
13 marca 2021 trafił w wyniku wymiany do Detroit Pistons.
9 stycznia 2024 podpisał 10-dniowy kontrakt z Washington Wizards. 19 stycznia 2024 powrócił do składu Capital City Go-Go.

## Osiągnięcia
Stan na 21 stycznia 2024, na podstawie, o ile nie zaznaczono inaczej.
NCAA
- Uczestnik rozgrywek Sweet 16 turnieju NCAA (2012)
- Mistrz turnieju konferencji Southeastern (SEC – 2018)
- Najlepszy pierwszoroczny zawodnik SEC (18.12.2017)

NBA
- Zwycięzca konkursu wsadów NBA (2019)[8]

Reprezentacja
- Mistrz Ameryki U–18 (2016)
- Brązowy medalista mistrzostw świata U–19 (2017)